# صالح المنصور
صالح المنصور، مفكر سعودي من مواليد مدينة الغاط عام 1955.

## عن حياته
وفي أواخر الثمانينيات قام بزيارة الاتحاد السوفياتي كأول سعودي يزوره بعد السماح بالسفر إلى البلدان الشيوعية. ونشط المنصور في المحاضرات والملتقيات الفكرية والأدبية في الرياض عبر عقود من الزمن، وعلى الأخص في النادي الأدبي بها.
آمن المنصور بالفكر الشيوعي الاشتراكي لعقود طويلة، ودعا دوما للتوجه شرقا نحو روسيا والصين؛ محذرا من أن الغرب «لا يؤمن جانبه» والشراكة معه تقوم على المصلحة والنفعية البحتة لا على الاسترتيجية طويلة المدى. التزم المنصور بمقته الرأسمالية ومناشدته بالعدل والمساواة...
يعتبر نفسه «باحث في الفكر، ناشط في حقوق الإنسان، شاعر، كاتب، وأنه من مؤسسي نقابة العمال ومكتبة الحرية ونقابة أنصار المرأة – تحت التأسيس».
حمل لقب «الشيوعي الأخير» في السعودية، حيث يقول أن «رواية الشيوعي الأخير هي التي حفزتني على كتابة شيوعي الرياض»، أشتهر في الوسط الثقافي السعودي، ومن المثقفين الذين يعرفونه من رفض إختزال إرثه الأدبي في ربطة عنقه الحمراء

## وفاته
توفي في 3 أكتوبر 2016  إثر حادث دهس تعرض له في مدينة الرياض عن عمر يناهز 61 عاماً.